# Голяма река (приток на Марица)
Вижте пояснителната страница за други значения на Голяма река.
Голяма река (Буюклийска река, Канаклийска река) е река в Южна България — Област Хасково, общини Харманли и Свиленград, ляв приток на река Марица. Дължината ѝ е 38 km. Отводнява част от югозападните склонове на Сакар планина.
Голяма река извира на 612 м н.в. в Сакар планина, на 100 м от кръстопътя Голямата звезда. Тече в южна посока в плитка наносна долина, на отделни места и с проломен характер. В средното си течение носи името Буюклийска река, а в долното — Канаклийска река. Влива отляво в река Марица на 48 m н.в., на 2 км югоизточно от град Свиленград.
Площта на водосборния басейн на реката е 163 km2, което представлява 0,31% от водосборния басейн на Марица, а границите на басейна ѝ са следните:
- на запад – с малки и къси леви притоци на Марица;
- на изток – с водосборния басейн на Левченска река, ляв приток на Марица;

Основни притоци: → ляв приток, ← десен приток
- → Куритско дере
- ← Къшлински дол
- → Селското дере
- ← Баямлъшки дол
- → Керечдере (най-голям приток)
- → Бабица

Реката е с основно дъждовно подхранване, като максимумът е в периода декември-май.
По течението на реката са разположени 3 населени места, в т.ч. 1 град и 2 села.
- Община Харманли — Дрипчево;
- Община Свиленград — Пъстрогор, Свиленград.

Част от водите на реката се използват за напояване.
По цялата долина на реката, от извора до устието ѝ, на протежение от 31,3 км, между Голямата звезда и Свиленград преминава участък от Републикански път II-55 от Държавната пътна мрежа Дебелец — Нова Загора — Свиленград.

## Топографска карта
- Лист от карта K-35-65. Мащаб: 1 : 100 000.
- Лист от карта K-35-77. Мащаб: 1 : 100 000.